# خوليو سيزار دومينغيز
خوليو سيزار دومينغيز (بالإسبانية: Julio César Domínguez) هو لاعب كرة قدم مكسيكي في مركزي الدفاع وقلب الدفاع، ولد في 8 نوفمبر 1987 في Arriaga Municipality ‏ في المكسيك. شارك مع منتخب المكسيك تحت 20 سنة لكرة القدم ومنتخب المكسيك لكرة القدم. أما مع النوادي، فقد لعب مع كروز آزول.

## وصلات خارجية
- خوليو سيزار دومينغيز على موقع الاتحاد الدولي (مؤرشف)  (الإنجليزية)
- خوليو سيزار دومينغيز على موقع قاعدة بيانات كرة القدم.إي يو (الإنجليزية)
- خوليو سيزار دومينغيز على موقع ناشيونال فوتبول تيمز (الإنجليزية)
- خوليو سيزار دومينغيز على موقع Soccerway.com (الإنجليزية)
- خوليو سيزار دومينغيز على موقع AS.com (الإسبانية)